# Michalina Diakow
Michalina Diakow (* 9. Mai 1991) ist eine polnische Fußballschiedsrichterin.
Diakow stammt aus Raczyce. In ihrer Jugend spielte sie zunächst Fußball für die Frauenmannschaft von Medyk Konin, bevor sie aufgrund von ab dem Alter von 16 Jahren erlittenen Verletzungen Schiedsrichterlehrgänge besuchte und ihre Schiedsrichterkarriere begann. Ihr Vorbild ist Monika Mularczyk. Sie ist Mitglied der Schiedsrichtergruppe von Konin. Seit 2012 leitet sie Spiele in der polnischen Ekstraliga der Frauen.
Seit 2019 steht Diakow auf der Liste der FIFA-Schiedsrichter und leitet internationale Fußballpartien. Sie gehört zur Gruppe der First-Category-Schiedsrichterinnen der UEFA.
Im Juni 2020 leitete Diakow das Finale des Polnischen Fußballpokals der Frauen 2019/20 zwischen Górnik Łęczna und Czarni Sosnowiec (1:0).
Bei der U-17-Europameisterschaft 2022 in Bosnien und Herzegowina leitete Diakow zwei Gruppenspiele und ein Halbfinale.
Zudem leitete bzw. leitet Diakow Spiele in der Qualifikation zur Women’s Champions League, in der Qualifikation für die Europameisterschaft 2022 in England (zwei Spiele), in der europäischen WM-Qualifikation für die Weltmeisterschaft 2023 in Australien und Neuseeland (zwei Spiele) sowie Freundschaftsspiele.